# 山本快
山本 快（やまもと かい、2002年5月15日 - ）は、ジャパンラグビーリーグワンのクリタウォーターガッシュ昭島に所属するラグビーユニオン選手。

## 略歴
3歳の時に、芦屋ラグビースクール（兵庫県芦屋市）でラグビーを始める。小3から中学校までは野球チームにも入っていた。
関西学院中学部から関西学院高等部へ進み、高1の終わりから先発13番で春の熊谷（全国高等学校選抜ラグビーフットボール大会）に出場しベスト8に進出。高3では12番で花園（全国高等学校ラグビーフットボール大会）に出場した。
関西学院大学では、1年時から関西大学Aリーグに出場。3年時では大学選手権（全国大学ラグビーフットボール選手権大会）に出場した。
2025年2月25日、ジャパンラグビーリーグワンのクリタウォーターガッシュ昭島への加入を発表した。同年3月、関西学院大学卒業。